# Man-Proof
Pour plus de détails, voir Fiche technique et Distribution.
Man-Proof est un film américain en noir et blanc réalisé par Richard Thorpe, sorti en 1938.

## Synopsis
Mimi Swift, la fille de la romancière Meg Swift, est amoureuse du playboy Alan Wythe. Bien que l'ami de Meg, le dessinateur de presse Jimmy Kilmartin, essaye d'avertir Mimi qu'Alan ne cherche que l'argent et du bon temps, Mimi est toute secouée quand elle reçoit un télégramme l'invitant à être demoiselle d'honneur à son mariage avec l'héritière Elizabeth Kent. Mimi assiste au mariage, souhaitant du bonheur au  couple, mais elle s'enivre et elle dit secrètement à Alan de rester le plus éloigné d’elle possible. Cette nuit-là, Jimmy retrouve Mimi dans un bar et lui dit d’oublier Alan. Sa mère est d'accord et l'aide à obtenir un appartement et un travail comme illustratrice dans le journal où travaille Jimmy.
Plusieurs mois après, Mimi est contente de son travail et a gagné le respect de Jimmy. Quand Alan et Elizabeth reviennent de leur lune de miel, Mimi se rend à la soirée de crémaillère qu’ils organisent. Elle demande à Alan de devenir amis. Cette idée plait à Alan et il l'invite à un match de boxe quelques jours plus tard. Meg et Jimmy, qui assistent aussi au combat, observent Mimi et Alan et sont inquiets pour Mimi. Le jour suivant elle leur avoue qu'elle aime toujours Alan et qu’elle souhaite qu’il divorce pour se remarier avec elle. Elle appelle aussi Elizabeth et lui dit qu'elle est toujours amoureuse d’Alan. Le soir même, Elizabeth encourage Alan à sortir seul. Il se rend à l'appartement de Mimi. Elizabeth arrive bientôt après et dit à Mimi qu'Alan est trop égoïste pour aimer quelqu'un. Quand Elisabeth part, Alan dit à Mimi qu'Elizabeth a raison et retourne auprès de sa femme. Mimi se précipite chez Jimmy. Pour lui changer les idées, Jimmy propose à Mimi une longue balade en voiture jusqu'à la maison de Meg à Long Island au cours de laquelle ils scellent leur « amitié ». Quand ils parlent à Meg de leur nouvelle amitié, Meg sourit et leur fait comprendre qu'ils sont amoureux depuis le début. Le film se finit sur un échange de baisers.

## Fiche technique
- Titre original : Man-Proof
- Réalisation : Richard Thorpe

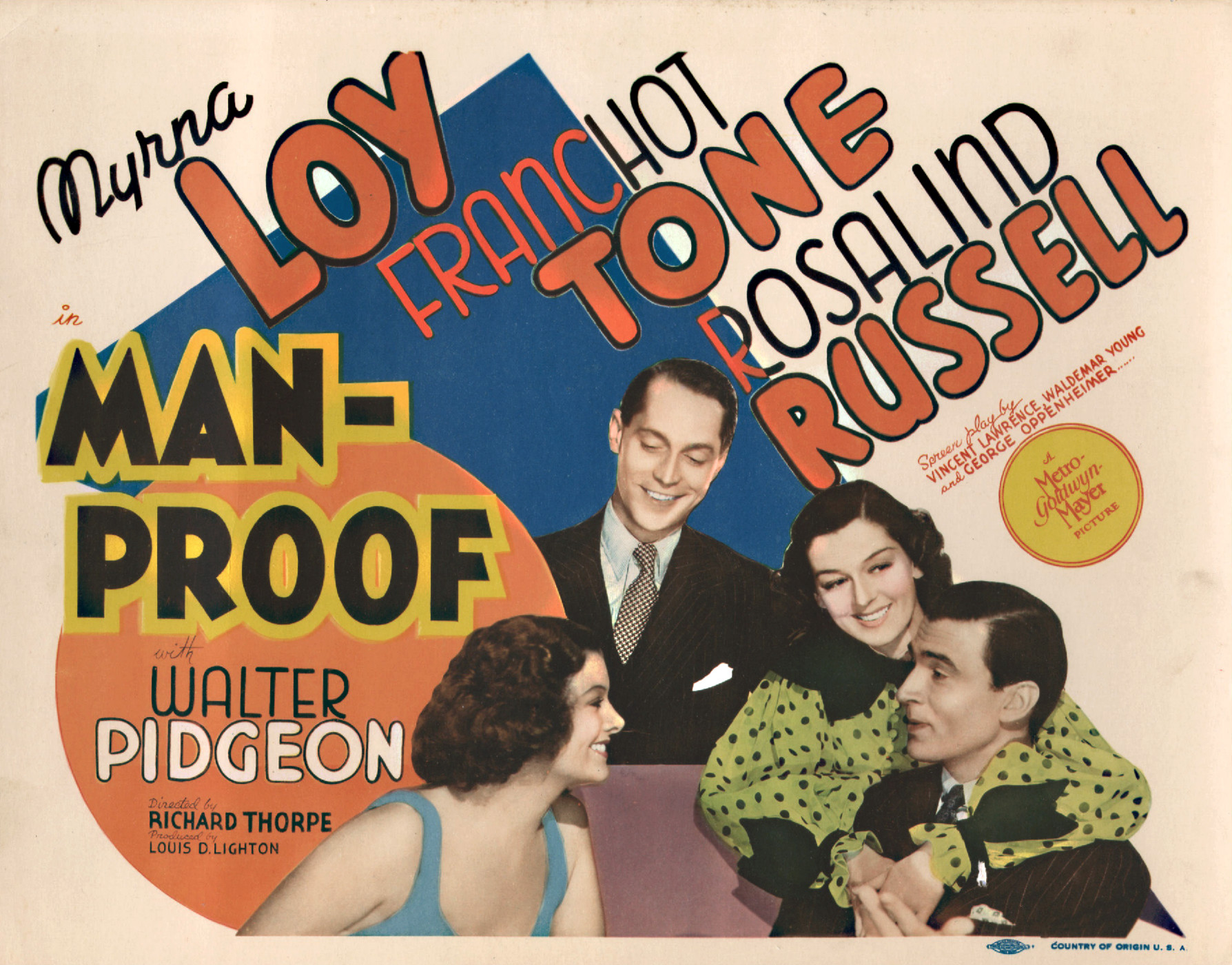
Autre affiche du film.

- Scénario : Vincent Lawrence, Waldemar Young et George Oppenheimer
  - d'après le roman The Four Marys de Fanny Heaslip Lea (1937)
- Direction artistique : Cedric Gibbons
- Costumes : Dolly Tree
- Photographie : Karl Freund
- Son : Douglas Shearer
- Musique : Franz Waxman
- Montage : George Boemler
- Production : Louis D. Lighton
- Société de production et de distribution : Metro-Goldwyn-Mayer
- Pays de production :  États-Unis
- Langue d'origine : anglais américain
- Format : noir et blanc — 35 mm — 1,37:1 — son : mono (Western Electric Sound System)
- Genre : comédie dramatique, comédie romantique
- Durée : 75 minutes
- Date de sortie :
  - États-Unis : 7 janvier 1938
  - France : 22 décembre 1939

## Distribution
- Myrna Loy : Mimi Swift
- Franchot Tone : Jimmy Killmartin

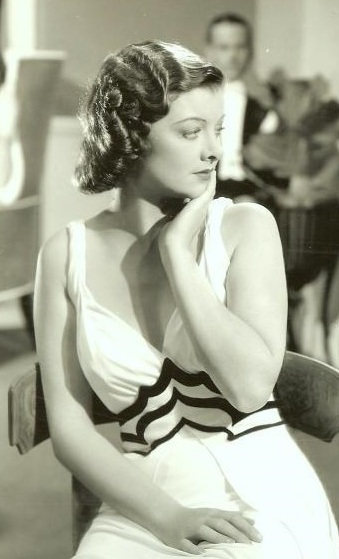
Myrna Loy, dans le rôle de Mimi Swift.

- Rosalind Russell : Elisabeth Kent Wythe
- Walter Pidgeon : Alan Wythe
- Nana Bryant : Meg Swift
- Leonard Penn : Bob
- John Miljan : Tommy Gaunt
- William Stack : le pasteur
- Oscar O'Shea : Gus, le barman
- Dan Tobey : Annonceur

Acteurs non crédités
- Jules Cowles : un acheteur de hot-dog
- Rita Johnson : Florence (scènes supprimées)
- Ruth Hussey : Jane (scènes supprimées)

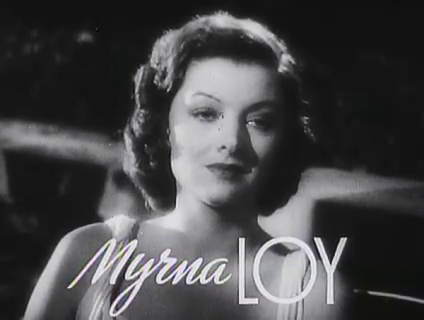
Myrna Loy
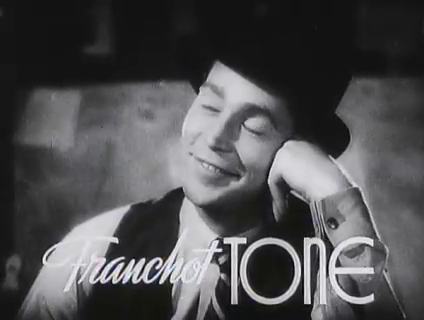
Franchot Tone
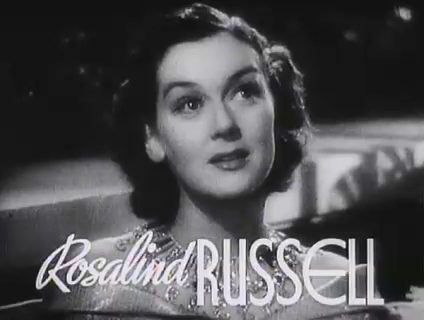
Rosalind Russell
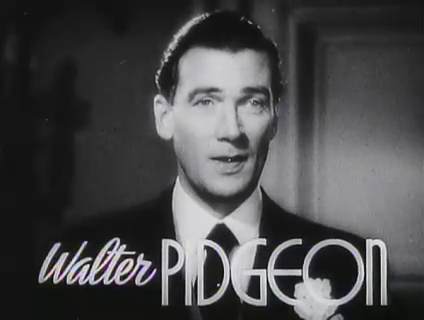
Walter Pidgeon

## Autour du film
- Tournage du 8 septembre 1937 à fin octobre 1937[1].

- Le titre initial était The Four Marys[2].

- Le rôle d'Alan Wythe était prévu pour Melvyn Douglas[3].

- Durant le tournage, Myrna Loy était encore marquée par la mort de son amie Jean Harlow, survenue trois mois plus tôt. Toutefois, elle retrouva le moral grâce à son entente avec ses partenaires Walter Pidgeon et Rosalind Russell dont elle loua leur professionnalisme. Loy reçut également le soutien et les visites régulières de son amant Spencer Tracy. Elle se lia d'amitié avec Rosalind Russell dont certains critiques les mettaient en concurrence[4],[5],[6],[7],[8]

- le film fit un profit de 824 000 dollars aux États-Unis et au Canada et 271 000 dollars dans le reste du monde[9].

- Le film reçut des critiques négatives[10].